# Стодневное правительство
Правительство Ста Дней (исп. Gobierno de los Cien Días) — это термин, используемый для обозначения кратковременного правительства Кубы, которое пришло к власти в 1933 году после свержения президента Херардо Мачадо. Оно управляло страной с 4 сентября по 15 января 1934 года и ознаменовалось значительными политическими и социальными реформами.

## История

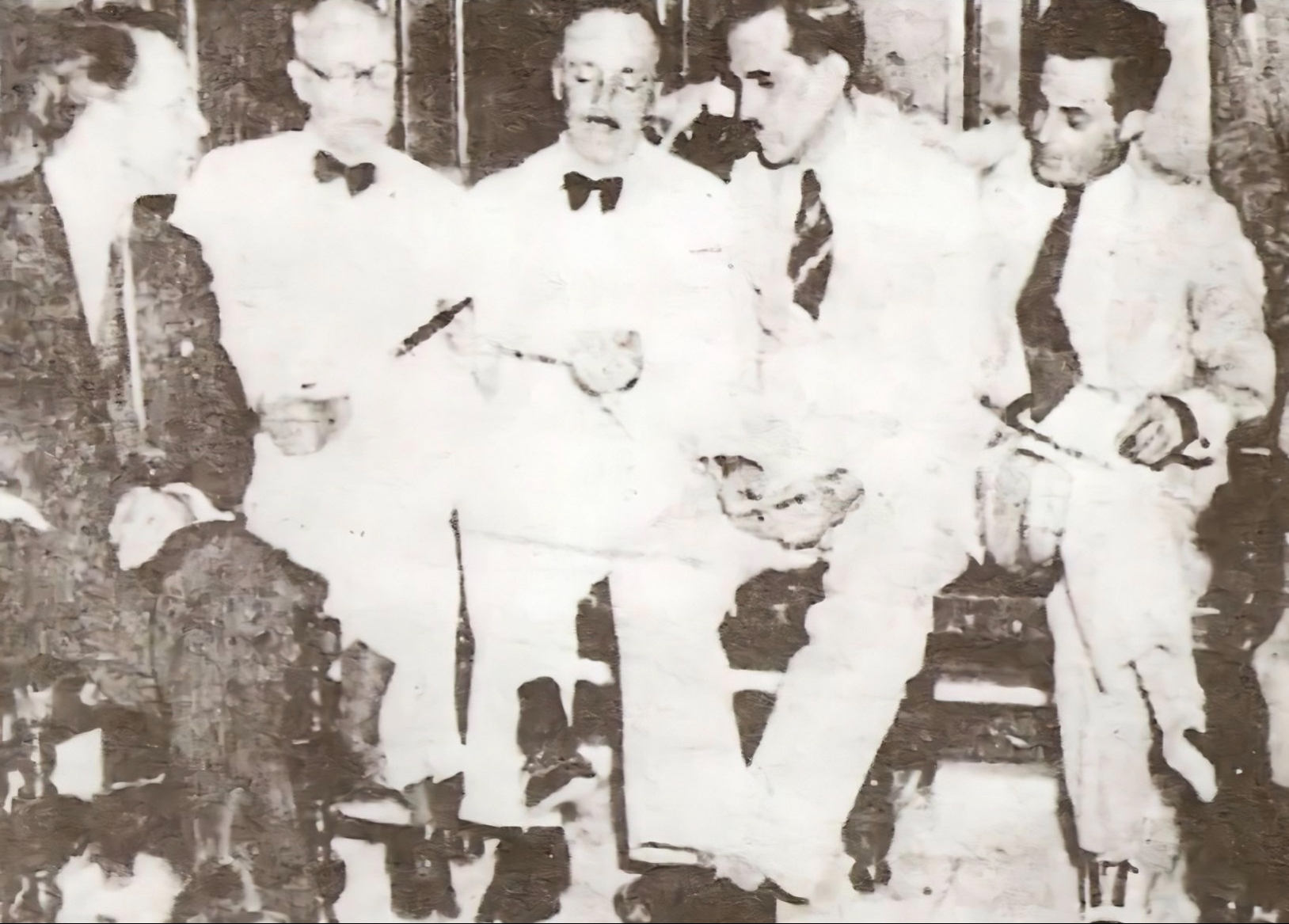
Пентархия 1933 года

В начале 1930-х годов Куба находилась в состоянии глубокого политического и экономического кризиса, вызванного как последствиями Великой депрессии, так и диктаторскими методами управления Херардо Мачадо. Недовольство среди населения росло, что привело к усилению антиправительственных настроений. Ключевую роль в падении Мачадо сыграли массовые протесты, а также давление со стороны Соединённых Штатов Америки, которые вмешивались в дела Кубы через политику так называемой «Большой дубинки».
4 сентября 1933 года началась фактическая военная диктатура, сформированная из ряда выдающихся оппозиционных офицеров. После эфемерного коллегиального правительства под названием Пентархия, сформированного пятью членами и просуществовавшего всего пять дней, 10 сентября было сформировано новое правительство в первую очередь из представителей знатной буржуазии, президентом которого был избран Рамон Грау. Новое и неоднородное правительство объединило три тенденции: Антонио Гутерас Холмс был представителем революционного левого крыла, Фульхенсио Батиста был главой правого крыла традиционалистов, а Грау был связующим звеном между ними, представителем национально-реформистского движения.
Новое правительство настороженно относилось к демократическим реформам. Батиста занимал добровольно взятую на себя должность главнокомандующего кубинскими вооруженными силами и неоднократно выступал против ряда реформ, многие из которых были направлены против кубинской олигархии и, следовательно, также затрагивали интересы многих американских компаний, на стороне которых был и Батиста.
Было предписано несколько мер, таких как создание Министерства труда, установление минимальной заработной платы, определение восьмичасового рабочего дня, конфискация активов Густаво Мачадо и его свиты, чистка государственных органов, национализация ряда компаний, сокращение предметов первой необходимости, снижение налогов на электроэнергию, автономия университетов и вмешательство Кубинской электроэнергетической компании (дочерней компании Североамериканской компании Electric Bond & Share), осуществленной лично Гитерасом в качестве Министра внутренних дел и войны.